# 须昌城
须昌城，又称须城，是山东省东平县西部一处古城邑。该城始建于春秋时期，曾为古须句国都城，是东平国、东平郡、郓州治所。公元一千年（北宋咸平三年），正值莫州之戰之後的黄河決堤，須昌城被淹没。至今其遗址仍在东平湖水面下，为东平县县级文物保护单位。

## 地理
须昌城遗址位于东平县西部的东平湖中，金山东南，土山岛、亭子村旧址以东，埠子村旧址以西。此处湖面由老湖镇管辖。
须昌城尚未被淹没时，其位于济水以东，为济水、汶水的汇流处，航运便利。但其地地势十分低洼，多次遭遇洪水侵袭，如公元824年、931年、941年分别爆发大洪水，造成严重损失。高适的《東平路中遇大水》即描述了唐代須昌城遭到洪水侵袭的情况。

## 历史
根据历史记载，西周初，太昊伏羲氏的裔孙以子爵的身份受封，建立须句国（亦称须朐国），但亦有资料显示，作为“风姓四国”之一，須句國早在周朝之前就已經建立。当时须句国最早的国都具体位置存在争议，有朐城、须昌城两种说法，但一般认为，须昌城曾作为须句国的首都。
公元前639年，邾国伐须句国，须句国战败灭亡。须句国民众四散，有的逃往邻近而同为风姓的宿国、任国获得收留，而须句国君则逃往鲁国寻求帮助，因为鲁僖公的母亲成风是须句人。次年，鲁僖公出兵讨伐邾国，夺取须句并护送须句国君回国。当年八月八日，邾国再次攻打鲁国，鲁国轻视邾国，“不设备而御之”，结果大败，须句国再次灭亡。公元前620年，鲁文公报复邾国，三月十一日攻占须句。鲁文公封一个儿子于此，设置须句邑。
秦代，设置须昌县，属薛郡:26。西汉须昌县属东郡:27，东汉、曹魏属东平国:28,29。西晋时期，东平国国治迁往须昌、随后改为东平郡，北魏仍属兖州东平郡。北齐时期须昌县县治迁移到宿城，东平郡废除。隋朝开皇十六年，须昌县迁回:31。仁寿元年，在须昌城西门外建清水石桥。
贞观八年（公元634年），郓州治所迁往须昌:32，自此须昌城成为东平政治经济文化中心，开启了一段繁荣时期，曾一度成为天平节度使，郓州，东平郡三级行政区划治所。公元753年，东平郡太守李祗讨伐安禄山。777年，平卢节度使李正己自安史叛军手中收复多个州，自此将平卢节度使迁往郓州（即须昌）。781年，平卢节度使李纳叛唐，自立为齐王，819年叛乱被平。五代时期，各路割据政权激烈争夺须昌。后唐同光元年（公元923年），须昌城因讳而改名须城。北宋时期，先后属京东路郓州、京东西路郓州，为郓州治所:33。
北宋咸平三年五月（公元1000年），黄河在王陵埽决口，汹涌的洪水侵入须昌城，须昌城遂废，沦没陂泽之中。郓州知州姚鉉随后在汶阳乡王陵山前五里处地势较高的地方建立新城，即为今东平县州城街道所在地的州城。
须昌城被淹没以后，其邻近的埠子坡村因地势较高，幸免水淹，成为须昌城的一处遗存遗址。根据蒋作锦的《东原考古录》考证，埠子村西的东岳庙为须昌城东关，埠子村西南石刻“南门”二字为须昌城南关。埠子坡村作为村庄一直存在到新中国建立以后。二十世纪五十年代初，为了黄河防汛安全，政府决定建立东平湖水库，埠子泊村自此也被淹没，须昌城遗址自此完全沉没于水中。

## 建筑与考古
由于资料缺乏，目前须昌城的城市构造尚不清楚。须昌城附近还有两个值得注意的文物，分别为清水石桥和溯源亭。清水石桥在须昌城西侧，“石作华巧、与赵州石桥相埒”，比赵州桥要早五到十年，也比赵州桥长60米，与须昌城同为县级文物保护单位。洄源亭（或溯源亭）在须昌城西南12里，亭子村旧址处，为唐代东平太守苏源明所作，如今溯源亭遗址附近仍有露出水面的断壁残垣以及巨石，当地渔民时常在此休息。须昌故城附近还可能有类似于宿城汉墓群的大型墓葬群。除大型文物古迹外，当地渔民亦在须昌故城附近的东平湖水域中打捞到过铜钱等文物。
2015年春，中国国家文物局水下遗产保护中心与山东省有关部门对东平湖进行水下科考工作，科考对象包括须昌故城及其附属古迹如清水石桥等，作为中国内陆水下考古首站。尽管东平湖很浅，但其淤泥层很深，给科考工作带来很大困难。

## 争议
须昌城最大的争议在于其与须句国的关系。《汉书·地理志》认为须昌即古须句国，而须昌城与朐城无关。据《水经注》载，西晋地图学家京相璠称须句是由须朐迁出新置的城国。晚清地理学家杨守敬认为朐城为“未迁之朐”，须朐为“已迁之朐”。而现代学者李继生也认为，须句就在今东平县西北老湖镇须昌城，须朐与须句无关。

## 逸闻
由于“宿”与“须”在东平方言中发音相同（IPA：[ɕy˩˦]），因此人们时常将今东平街道西部的古城邑宿城与须昌城混淆。自清代开始，宿城就被讹记“须城”。直到1988年，须城区才改回原名宿城区。

### 引用
1. ↑  东平政协文史资料委员会. 《东平名胜古迹》，56-57页-须昌故城
2. ↑  王龙，姜广智等. 《可爱的东平》，15页
3. ↑  东平政协文史资料委员会. 《东平名胜古迹》，258页-东平重点名胜古迹分布图
4. 1 2  展衍振. . www.sddp.net. 2006-08-30  [2018-07-07]. （原始内容存档于2018-07-07）.
5. 1 2  东平县史志办公室，《东平风物志》，第二编-第二章-第二节 古城址 （页面存档备份，存于）
6. ↑  《左传》:“邾人灭须句，须句子来奔，因成风也。成风言之于公曰：‘崇明祀，保小寡，周礼也；蛮夷猾夏，周祸也。若封须句，是崇皞、济而修祀，纾祸也’”
7. ↑  《左传》：“邾人以须句故出师。公卑邾，不设备而御之。臧文仲曰：「国无小，不可易也。无备，虽众，不可恃也。《诗》曰：『战战兢兢，如临深渊，如履薄冰。』又曰：『敬之敬之！天惟显思，命不易哉！』先王之明德，犹无不难也，无不惧也，况我小国乎！君其无谓邾小，蜂虿有毒，而况国乎！」弗听。八月丁未，公及邾师战于升陉，我师败绩。邾人获公胄，县诸鱼门。”
8. ↑  《春秋·文公七年》：“春，公伐邾，三月甲戌，取须句。”
9. ↑  . epaper.qlwb.com.cn.   [2018-07-07]. （原始内容存档于2018-07-07）.
10. 1 2 3 4 5 6  东平县地名委员会办公室. 《东平县地图册》
11. ↑  . www.my0538.com.   [2018-07-07]. （原始内容存档于2018-07-07） （中文（中国大陆））.
12. 1 2  . history.sohu.com. 2017-10-19  [2018-07-07]. （原始内容存档于2018-07-07）.
13. ↑  于庆明、郑新道等，《泰安五千年大事记》，宋代至明代 （页面存档备份，存于）
14. ↑  姚铉，《迁移郓州谢表》
15. ↑  《宋史·列传·卷二百》：“咸平三年，河决郓州王陵埽，东南注钜野，入淮、泗，城中积水坏庐舍，以铉知州事，徙州于汶阳乡之高原，委以营度，许便宜从事。”
16. 1 2  山东黄河网. . www.sdhh.gov.cn.   [2018-05-15]. （原始内容存档于2012-11-13）.
17. 1 2 3  . shizheng.xilu.com.   [2018-07-07]. （原始内容存档于2018-07-07）.
18. ↑  网易. . news.163.com.   [2018-07-07]. （原始内容存档于2018-07-07）.
19. ↑  . www.sddpw.net.   [2018-07-07]. （原始内容存档于2017-12-16）.
20. ↑  东平政协文史资料委员会. 《东平名胜古迹》，254-257页-东平县文物保护单位一览表
21. ↑  白丽. . www.qlwb.com.cn.   [2018-07-07]. （原始内容存档于2020-05-22）.
22. ↑  东平政协文史资料委员会. 《东平名胜古迹》，157-158页-清水石桥
23. ↑  . www.sssc.cn.   [2018-07-07]. （原始内容存档于2018-07-07） （中文（中国大陆））.
24. ↑  《汉书·地理志·须昌》:“须昌，故须句国，风姓”
25. ↑  《水经注》:“济水又北过须昌县西。京相璠曰：须朐一国二名，盖迁都。须昌，朐是其本，秦以为县”
26. ↑  东平政协文史资料委员会. 《东平名胜古迹》，53-55页-宿城小考
27. ↑  东平地名网. . www.dpdmw.cn. 2010-08-16  [2018-07-07]. （原始内容存档于2015-08-15）.